# Liste portugiesisch-senegalesischer Städte- und Gemeindepartnerschaften
Diese Liste portugiesisch-senegalesischer Städte- und Gemeindepartnerschaften führt die Städte- und Gemeindefreundschaften zwischen den Ländern Portugal und Senegal auf.
Seit der ersten Partnerschaft 1989 sind bislang drei Freundschaften zwischen portugiesischen und senegalesischen Kommunen entstanden (Stand 2010). Hintergrund sind dabei meist die historischen portugiesisch-senegalesischen Beziehungen, als ab dem 15. Jahrhundert im heutigen Senegal portugiesische Handelsstützpunkte bestanden. So ist Ziguinchor eine portugiesische Gründung, und die Orte Lagos und Gorée waren beides Handelsstationen des Sklavenhandels.

## Liste der Städtepartnerschaften und -freundschaften
| Portugiesischer Ort | Senegalesischer Ort | Seit      | Anmerkung            |
| ------------------- | ------------------- | --------- | -------------------- |
| Anadia              | Diaobé-Kabendou     | ungenannt |                      |
| Lagos               | Gorée               | 2008      | Kooperationsabkommen |
| Viana do Castelo    | Ziguinchor          | 1989      |                      |